# تیم ملی والیبال زنان آرژانتین

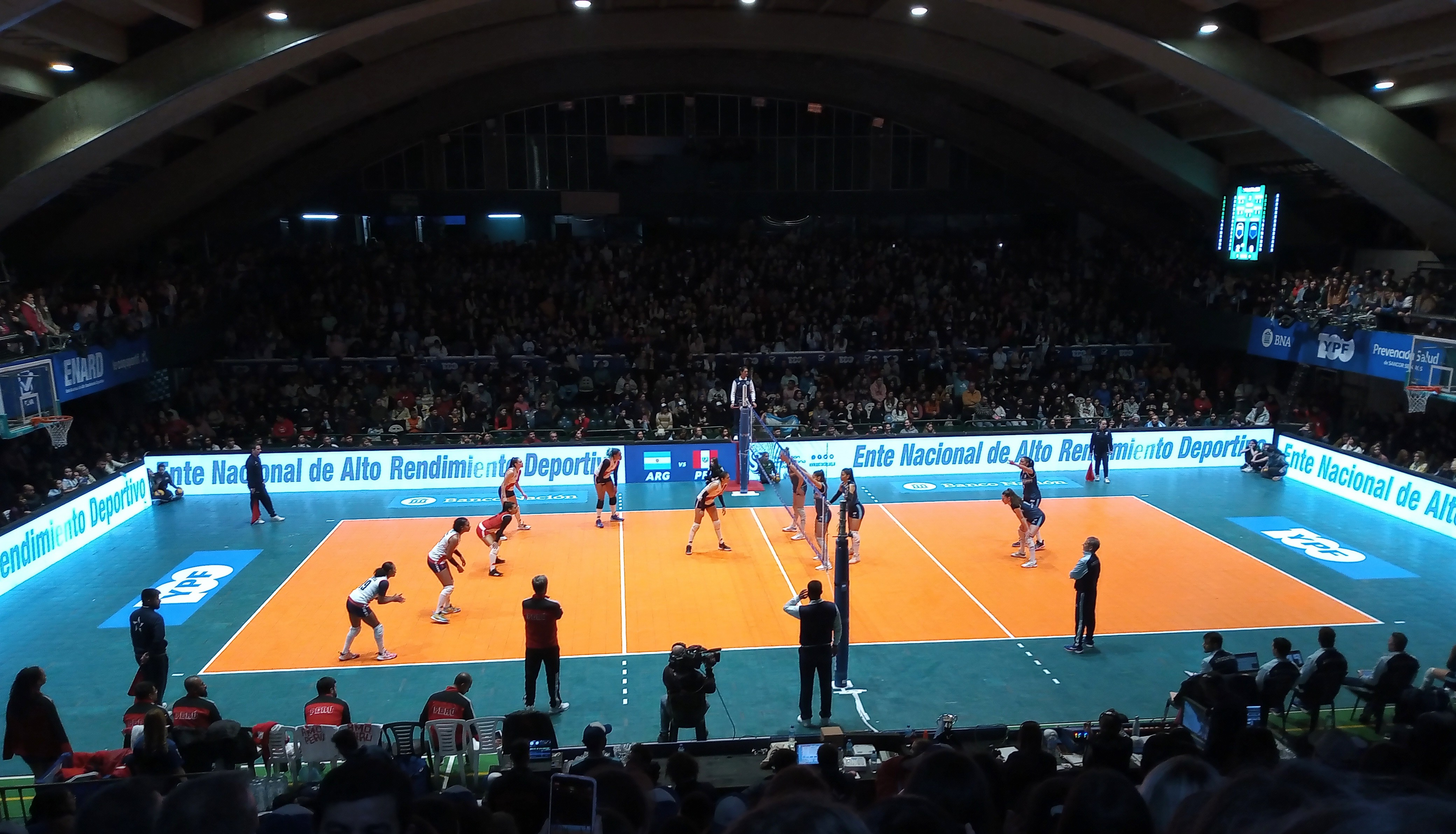
مسابقه ای بین تیم والیبال زنان آرژانتین و تیم ملی والیبال پرو

تیم ملی والیبال زنان آرژانتین تیم ملی والیبال زنان کشور آرژانتین است.